# Gymnopleurus moerens
Gymnopleurus moerens är en skalbaggsart som beskrevs av Hermann Julius Kolbe 1895. Gymnopleurus moerens ingår i släktet Gymnopleurus och familjen bladhorningar. Inga underarter finns listade i Catalogue of Life.